# هوندا شیگه‌تسوگو
هوندا شیگه‌تسوگو (به ژاپنی: 本多 重次 Honda Shigetsugu) یا هوندا ساکوزائمون (۱۵۲۹ – ۱۵۹۶ میلادی)، یک سامورایی در دوره سنگوکو و دوره آزوچی–مومویاما بود که در خدمت خاندان توکوگاوا بود. او در بسیاری از جنگ‌های بزرگ خاندان توکوگاوا جنگید. به به علت درنده‌خویی به عنوان شیطان ساکوزا شهرت داشت.
او به نام هاچیزو، ساکوجورو یا سائمون شناخته می‌شد، همسر او دختر توری تادایوشی بود. پسرش هوندا ناریشیگه بود که در نهایت ارباب دامنه ماروکا ولایت اچیزن شد. او همچنین در نبرد آزوکیزاکا (۱۵۶۴) در سرکوب قیام پیروان فرقه ایکو در ولایت میکاوا شناخته می‌شود.